# 拉萨勒 (索恩-卢瓦尔省)
拉萨勒（法語：La Salle，法語發音：[la sal] ⓘ）是法国索恩-卢瓦尔省的一个市镇，属于马孔区。

## 地理
拉萨勒（46°24'30"N, 4°52'11"E）面积5.67 平方千米，位于法国勃艮第-弗朗什-孔泰大區索恩-卢瓦尔省，该省份为法国中部省份，北起顺时针与科多尔省、汝拉省、安省、罗讷省、卢瓦尔省、阿列省和涅夫勒省接壤。
与拉萨勒接壤的市镇（或旧市镇、城区）包括：博兹、沙博尼耶尔、克莱塞、圣阿尔班、瑟诺藏。
拉萨勒的时区为UTC+01:00、UTC+02:00（夏令时）。

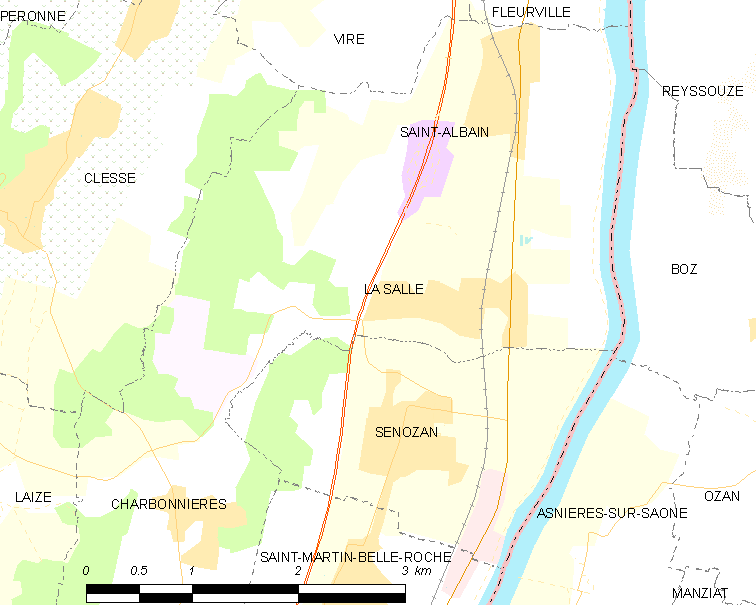
拉萨勒的OSM定位图

## 行政
拉萨勒的邮政编码为71260，INSEE市镇编码为71494。

## 政治
拉萨勒所属的省级选区为于里尼县。

## 人口

1962-2008年间拉萨勒人口变化图示

拉萨勒于2022年1月1日时的人口数量为508人。